# Ремша, Виктор Михайлович
Ви́ктор Миха́йлович Ре́мша (р. 19 октября 1970, Красноярск) — российский предприниматель, основатель инвестиционного холдинга «Финам», одного из крупнейших в России. Член совета директоров НАУФОР.
В 2011 году занял 318-ю строчку «Рейтинга российских миллиардеров» журнала «Финанс», оценившего его тогдашний совокупный капитал в $0,3 млрд. По свидетельству журнала Forbes, Виктор Ремша являлся одним из самых успешных инвесторов в российские интернет-проекты. В 2014 году впервые вошёл в рейтинг российских миллиардеров по версии Forbes, заняв 160-е место с состояние в $0,65 млрд. В 2021 году вошёл в рейтинг журнала Forbes «200 богатейших бизнесменов России», где занял 128 место с состоянием $950 млн.
В I квартале 2012 года он впервые вошёл в «Топ-30 самых влиятельных финансистов России» по версии информационного агентства Bankir.ru. Находился на 26-й строчке в списке самых влиятельных российских финансистов по итогам 2012 года от Bankir.ru. Занимал седьмое место в рейтинге «Топ-50 российских интернет-миллионеров» за 2012 год от журнала «Секрет фирмы» ИД «Коммерсантъ».

## Биография

### Ранние годы
Виктор Ремша родился в Красноярске, провёл школьные годы на западе Белоруссии, затем жил в Ленинграде, позже переехал в Москву. Поступал в Военно-космическую академию имени А. Ф. Можайского. В 1988 году Ремша стал студентом Московского государственного технического университета имени Н. Э. Баумана. Окончил этот вуз в 1995 году по специальности «Радиоэлектронные системы». По его собственному признанию, параллельно с учёбой занялся бизнесом — в частности, в 1992—1993 годах с другом-однокурсником Ремша поставил первую коммерческую палатку.

### Карьера
В сферу финансов пришёл в 1993 году. В 1994 году с тремя однокурсниками создал компанию «Финанс-Аналитик». Руководимая Виктором Ремшей компания начала издавать специализированный ежедневный информационный бюллетень «Портфель инвестора», обеспечивавший участников фондового рынка оперативной информацией об эмитентах, котировках бумаг, биржевыми новостями. В 1995 году Ремша остался единственным владельцем «Финанс-Аналитик».
К концу 1990-х годов интересы Виктора сконцентрировались на предоставлении брокерских услуг. Компания «Финанс-Аналитик» получила лицензию ФКЦБ России, стала членом НАУФОР, МФБ, ММВБ, РТС. Компания одной из первых в России приступила к обслуживанию массового частного инвестора, развитию услуг интернет-трейдинга, став одним из лидеров российского рынка ценных бумаг.
В 2002 году Виктор Ремша преобразовал компанию «Финанс-аналитик» в инвестиционный холдинг FINAM, в состав которого вошли:
- ИК «Финанс-Аналитик»;
- информационная группа Finam;
- ИК «Финанс-Аналитик Терра»;
- Trade Communications;
- страховой брокер «Финам Страхование».

Через год все подразделения холдинга были переведены под единый бренд «ФИНАМ». Тикер, который был присвоен «Финанс-Аналитик» в торговой системе РТС — FINAM (сокращение от finance analytic Moscow), — стал названием инвестиционного холдинга.
В 2002 году с целью развития услуг по управлению средствами инвесторов Виктор Ремша сформировал новое подразделение холдинга «ФИНАМ» — ООО «Управляющая компания „Финам Менеджмент“». В настоящий момент под управлением компании находятся резервы НПФ, паевых инвестиционных фондов, средства институциональных инвесторов и частных лиц.
В 2004 году Ремша приобрёл АКБ «Мегаватт-банк». В 2006 году была проведена процедура ребрендинга АКБ «Мегаватт-банк», он сменил своё название на ЗАО «Инвестиционный банк „ФИНАМ“».
15 ноября 2007 года награжден учреждённой РАЕН почётной медалью имени нобелевского лауреата Василия Леонтьева «За достижения в экономике».
В 2019 году  «Финам» вместе с Андреем Андреевым продал свои 20% в MagicLab (Badoo, Bumble, Chappy и Lumen) инвестиционной группе Blackstone за $600 млн.
В декабре 2021 года Виктор Ремша вышел из капитала финансовой группы «Финам».

## Инвестиции

### В IT
С начала 2000-х годов Виктор Ремша начал активно инвестировать средства в развитие IT-проектов. Так, за $900 тыс. он приобрёл 80 % сервиса контекстной рекламы «Бегун», а в 2005 году за $20 млн выкупил социальную сеть знакомств Mamba.
В последующие годы Ремша напрямую и через контролируемые им фонды вошёл в капитал свыше 60 IT-компаний, среди которых «Ашманов и партнёры» (интернет-маркетинг), Badoo (социальная сеть знакомств), E-generator (интерактивное агентство, специализирующееся на креативных рекламных разработках), МаркетГид (тизерная рекламная сеть), Дельта Телеком (платёжная система), Банки.ру (тематический информационный портал), «Мир Тесен» (социальная сеть) и др.
Также «ФИНАМ» запустил социальную сеть для начинающих инвесторов Сomon, которая осенью 2012 года трансформировалась в соцсеть для начинающих трейдеров WhoTrades, ориентированную не только на российских, но и на зарубежных пользователей.
В ноябре 2012 года журнал «Секрет фирмы» оценил стоимость активов Виктора Ремши в проектах Badoo и Mamba в $900 млн.

### В медиа
В августе 2007 года Виктор Ремша завершил сделку по приобретению радиостанции «Большое радио» (позднее переименованной в «Финам FM»). Сумма сделки на тот момент оценивалась в $10 млн. Радиостанция «Финам FM» вещала в Москве и Московской области на частоте 99,6 МГц. Информационный блок радиостанции составляли ежедневные авторские программы с экспертами в бизнесе, науке, культуре, музыкальной основой эфира радиостанции была классическая западная рок-музыка 1960—1980-х годов.
В ноябре 2013 года Ремша продал «Финам FM» группе российских и иностранных инвесторов, аффилированных с совладельцем «РуссНефти» Михаилом Гуцериевым. Радиостанция вещала в прежнем формате до конца февраля 2014 года, а с 1 марта 2014 года была преобразована в радио «Столица FM».
Кроме того, Ремша инвестировал в немецкую Deluxe Television GmbH, объединяющую несколько музыкальных эфирных и кабельных HD-телеканалов. Существенная часть бизнеса этой компании также лежит в области Интернета и онлайн-радио.

### В авиабизнес
В 2011 году Виктор Ремша приобрёл аэродром Большое Грызлово в Серпуховском районе Московской области. Он имеет две взлётно-посадочных полосы — с твёрдым покрытием и грунтовую, — а также площадку приземления парашютистов (200×200 м) и пилотажную зону. На аэродроме базируются авиационные и парашютные центры, проводятся всероссийские слёты любителей авиации (СЛА), а также соревнования по парашютному спорту.

## Личная жизнь
Женат, пятеро детей (Михаил, Настасия, Иван, Леонид и Андрей).